# Kirangur, Maddur
Kirangur là một làng thuộc tehsil Maddur, huyện Mandya, bang Karnataka, Ấn Độ.